# Jay Livingston
Jacob „Jay“ Harold Levison (* 28. März 1915 in McDonald, Pennsylvania; † 17. Oktober 2001 in Los Angeles), bekannt als Jay Livingston, war ein amerikanischer Komponist. Livingston und der Texter Ray Evans waren in den 1940er- und 1950er-Jahren das große Songwriterpaar in Hollywood.

## Leben
Livingston studierte Klavier bei Harry G. Archer in Pittsburgh und arbeitete während seiner High-School-Zeit als Musiker in lokalen Clubs. Er besuchte die University of Pennsylvania, wo er eine Tanzband aufzog und dabei den Mitstudenten Ray Evans kennenlernte. Ihre professionelle Zusammenarbeit begann 1937.
Im Jahr 1948 wurden sie mit einem Oscar für den Song Buttons and Bows aus der Westernkomödie Sein Engel mit den zwei Pistolen, 1950 für den Song Mona Lisa aus dem Filmdrama Captain Carey, U.S.A. und 1956 für den Song Que Sera, Sera aus dem Hitchcock-Thriller Der Mann, der zu viel wußte mit Doris Day ausgezeichnet. 1958 wurde er für die Ballade Tammy aus dem gleichnamigen Film erneut für einen Oscar nominiert, der jedoch an das von Frank Sinatra gesungene Lied Lied All the Way ging.
Der Millionenseller Mona Lisa wurde 1950 von Nat King Cole neu aufgenommen.
Livingston und Evans schrieben auch Titelmelodien für Fernsehserien wie Bonanza (1959) und Mr. Ed (1961). Insgesamt haben sie die Songs zu 50 Filmen geliefert, darunter ein Dutzend Bob-Hope-Komödien. Von 26 ihrer Songs wurden über eine Million Platten verkauft.